# Cloncurry River
Der Cloncurry River ist ein Fluss im Norden des australischen Bundesstaates Queensland. Er führt nicht ganzjährig Wasser, sondern nur zur Regenzeit.

## Geographie

### Flusslauf
Der Fluss entspringt am Mount Tracey an den Nordhängen der Selwyn Range. Er fließt zunächst nach Nordwesten bis zur Kleinstadt Malbon, wo der Malbon River einmündet.
Dort biegt er nach Norden ab und durchfließt die Stadt Cloncurry, wo er den Flinders Highway unterquert. Dann beschreibt er einen Bogen nach Nordosten und unterquert die Wills Developmental Road bei Sedan Dip. Östlich dieser Straße nimmt er den Gilliat River auf und wendet seinen Lauf nach Nordwesten, entlang der Straße und fast parallel zum Flinders River.
Bei Canobe mündet der Dugald River. Weiter nördlich begleitet die Burke Development Road den Cloncurry River, der nördlich von Cowan Downs sich wieder nach Nordosten wendet und bei Bang Bang in den Flinders River mündet.
In seinem Unterlauf verläuft der Fluss durch ebenes Grasland. Er bildet mit dem Flinders River und dem Saxby River eine breite Flussaue mit vielen parallelen Kanälen.

### Nebenflüsse mit Mündungshöhen
- Anvil Creek – 359 m
- Farley Creek – 329 m
- Gorge Creek – 318 m
- Florence Creek – 267 m
- Malbon River – 248 m
- Duck Creek – 247 m
- Two Mile Creek – 235 m
- Happy Valley Creek – 234 m
- Eight Mile Creek – 219 m
- Slaty Creek – 215 m
- Snake Creek – 200 m
- Chinaman Creek – 188 m
- Butcher Creek – 179 m
- Marathon Creek – 171 m
- Dry Creek – 128 m
- Gipsy Creek – 115 m
- Gilliat River – 89 m
- Julia Creek – 88 m
- Forty Mile Creek – 81 m
- Cat Creek – 77 m
- Scrubby Creek – 70 m
- Billabong Creek – 70 m
- Dugald River – 69 m
- Cork Creek – 66 m
- Monkey Creek – 53 m
- Station Creek – 51 m
- Bilroy Creek – 45 m
- Dismal Creek – 42 m
- Boggy Creek – 35 m
- Branch Creek – 34 m
- Sandy Creek – 32 m[1]

### Durchflossene Seen
Der Cloncurry River durchfließt etliche Wasserlöcher, die auch dann mit Wasser gefüllt sind, wenn der Fluss selbst trocken liegt:
- Wallacooloobie Waterhole – 83 m
- Palmer Waterhole – 78 m
- Stanley Waterhole – 72 m
- Ten Mile Waterhole – 62 m
- Two Mile Waterhole – 50 m
- Ten Mile Waterhole – 39 m
- Tea Tree Waterhole – 39 m[1]